# Good Films
Good Films S.r.l. è una casa di produzione e distribuzione cinematografica italiana fondata nel 2012.

## Storia
Good Films è stata fondata nel 2012 da Ginevra Elkann, Francesco Melzi d'Eril, Luigi Musini e Lorenzo Mieli. All'interno della società, Ginevra Elkann è presidente del consiglio di amministrazione, Melzi D'Eril è amministratore delegato, mentre Lapo Elkann e Mieli sono consiglieri.
Lapo Elkann, che a novembre del 2013 possiede il 30% della società, ha dichiarato in merito alla fondazione di questa: «Sono certo che la nuova compagine societaria ci offrirà la possibilità di esplorare ulteriori sinergie e affrontare sfide maggiori anche sul piano internazionale, per incrementare il già eccellente lavoro fatto e aumentare così l'offerta per il pubblico. Amo le sfide e credo che quella del cinema di qualità non vada sottovalutata come importante parte dell'offerta culturale italiana».

## Film distribuiti
- The Lady - L'amore per la libertà (The Lady), regia di Luc Besson (2011) – dal 23 marzo 2012
- George Harrison: Living in the Material World, regia di Martin Scorsese (2011) – dal 19 aprile 2012 (co-distribuito con Nexo Digital)
- The Tightrope, regia di Simon Brook (2012) – dal 5 settembre 2012
- Pietà (Pieta), regia di Kim Ki-duk (2012) – dal 14 settembre 2012
- Padroni di casa, regia di Edoardo Gabbriellini (2012) – dal 4 ottobre 2012
- In Darkness (W ciemności), regia di Agnieszka Holland (2011) – dal 24 gennaio 2013
- Le avventure di Zarafa - Giraffa Giramondo (Zarafa), regia di Rémi Bezançon e Jean-Christophe Lie (2012) – dal 4 aprile 2013 (co-distribuito con Nexo Digital)
- Infanzia clandestina (Infancia clandestina), regia di Benjamín Ávila (2011) – dal 29 agosto 2013
- Una fragile armonia (A Late Quartet), regia di Yaron Zilberman (2012) – dal 12 settembre 2013
- Spotty il dinosauro 3D (점박이: 한반도의 공룡, Jeombak-i: Hanbando-ui gongnyong), regia di Han Sang-ho (2012) – dal 31 ottobre 2013
- 20 anni di meno (20 ans d'écart), regia di David Moreau (2013) – dal 3 maggio 2013
- Salvo, regia di Fabio Grassadonia e Antonio Piazza (2013) – dal 27 giugno 2013
- Before Midnight, regia di Richard Linklater (2013) – dal 31 ottobre 2013
- Don Jon, regia di Joseph Gordon-Levitt (2013) – dal 28 novembre 2013
- Anita B., regia di Roberto Faenza (2014) – dal 16 gennaio 2014
- Dallas Buyers Club, regia di Jean-Marc Vallée (2013) – dal 30 gennaio 2014
- Justin Bieber's Believe, regia di Jon M. Chu (2013) – dal 4 febbraio 2014 (co-distribuito con Nexo Digital)
- In grazia di Dio, regia di Edoardo Winspeare (2014) – dal 27 marzo 2014
- Nymphomaniac, regia di Lars von Trier (2013) – dal 3 aprile 2014
- Locke, regia di Steven Knight (2013) – dal 30 aprile 2014
- Incompresa, regia di Asia Argento (2014) – dal 5 giugno 2014
- Salvo, regia di Fabio Grassadonia (2014) – dal 27 giugno 2014
- Anime nere, regia di Francesco Munzi (2014) – dal 18 settembre 2014
- Piccole crepe, grossi guai (Dans la cour), regia di Pierre Salvadori (2014) – dal 16 ottobre 2014
- Sils Maria (Clouds of Sils Maria), regia di Olivier Assayas (2014) – dal 6 novembre 2014
- Romeo and Juliet, regia di Carlo Carlei (2013) – dal 27 novembre 2014
- Mommy, regia di Xavier Dolan (2014) - dal 4 dicembre 2014
- Banana, regia di Andrea Jublin (2014) - dal 15 gennaio 2015
- Still Alice, regia di Richard Glatzer (2014) - dal 22 gennaio 2015
- Tempo instabile con probabili schiarite (2015), regia di Marco Pontecorvo - dal 2 aprile 2015
- Short Skin - I dolori del giovane Edo, regia di Duccio Chiarini (2014) - dal 23 aprile 2015
- Amy, regia di Asif Kapadia (2015) - dal 15 settembre 2015
- Teneramente folle (Infinitely Polar Bear), regia di Maya Forbes (2015) - dal 18 giugno 2015
- Demolition - Amare e vivere (Demolition), regia di Jean-Marc Vallée (2015) - dal 15 settembre 2016
- The Lobster, regia di Yorgos Lanthimos (2015) - dal 15 ottobre 2015
- Il segreto dei suoi occhi (Secret in Their Eyes) (2015)
- Where to Invade Next, regia di Michael Moore (2015)
- Escobar, regia di Andrea Di Stefano (2014) - dal 25 agosto 2016
- The Circle, regia di James Ponsoldt (2017)
- Il padre d'Italia, regia di Fabio Mollo (2017)
- La parrucchiera, regia di Stefano Incerti (2017)